# Sandy Marton
Sandy Marton (né le 4 octobre 1959 à Zagreb en Yougoslavie) est un chanteur croate appartenant au genre italo disco. Il connait le succès à travers l'Europe dans les années 1980 avec en particulier la chanson People from Ibiza, qui se classe numéro 1 dans les charts en Italie.
En 1986, un autre de ses singles, Exotic and Erotic, se hisse à la 17e place du Top 50 en France.

## Biographie

### Débuts
Aleksandar Marton est né de la relation de sa mère avec le président de la société yougoslave de viande, déjà marié, qui, accusé d'être un espion capitaliste et d'avoir fomenté une révolte à Zagreb, décide de s'enfuir. Élevé principalement par sa grand-mère maternelle, il est envoyé étudier au Royaume-Uni, où il apprend le piano, le solfège et l'anglais. À 15 ans, il rencontre son père pour la première fois, et décide de ne plus jamais le revoir. À 16 ans, il poursuit ses études musicales aux États-Unis, avant de retourner à Zagreb à 18 ans, où il est arrêté et emprisonné pour avoir échappé à l'appel sous les drapeaux. Il est ensuite appelé sous les drapeaux et sert dans la fanfare militaire. Au début des années 1980, il s'installe à Milan pour étudier le stylisme à l'Istituto Marangoni. Ayant entendu parler d'Ibiza par un pizzaiolo, il décide d'y passer des vacances, mais tombe amoureux de l'île et de ses habitants et, avec 400 000 lires en poche, il y reste six mois, vendant sa montre Cartier pour subvenir à ses besoins,.

### Années 1980-1990
En 1982, des amis l'emmènent à Avellino à une fête privée de l'honorable Ciriaco De Mita pour l'anniversaire d'une de ses filles ; c'est là que le découvreur de talents Claudio Cecchetto, engagé comme disc jockey à la fête, remarque qu'il attire l'attention des filles en particulier, et l'invite à la console, le présentant au public, qui l'accueille avec enthousiasme,,. Sentant son potentiel commercial en tant qu'idole des jeunes, Cecchetto le met sous contrat et le fait débuter l'année suivante sous le pseudonyme de Mister Basic (M-Basic), avec le single OK Run. La chanson sera utilisée comme jingle dans la publicité pour la console Videopac de Philips.
En 1984, sous le pseudonyme définitif de Sandy Marton, Cecchetto se lance officiellement sur le marché du disque avec le single dance anglais People from Ibiza, composé par Marton lui-même, inspiré d'un arrangement de Ryūichi Sakamoto pour la bande originale du film réalisé par Nagisa Ōshima, Furyo (Merry Christmas Mr. Lawrence, 1983),. Son look soigneusement étudié — cheveux blonds flottants avec une vague sur l'œil, clavier électronique sur l'épaule, vestes extra-larges — le rend immédiatement reconnaissable et Marton devient une idole pour les jeunes filles. La chanson est un succès dans les discothèques et se hisse à la première place des hit-parades italiens, devenant l'une des accroches de l'été 1984 et certainement son succès le plus célèbre.
L'année suivante, il confirme sa popularité dans les hit-parades et les discothèques en sortant deux autres tubes du même genre, Camel by Camel et Exotic & Erotic ; la production astucieuse de Cecchetto le place parmi les invités les plus fréquents du Festivalbar de Vittorio Salvetti, diffusé à la télévision par Canale 5. En 1985, il sort son premier album, Modern Lover, porté par le single du même nom, qui atteint la septième place des charts italiens. Face au succès du chanteur, Cecchetto fonde la société de production Marton Corporation et la maison de disques Ibiza Records,. Cependant, Cecchetto préfère par la suite concentrer ses efforts de production et de promotion sur Jovanotti, mettant de côté les artistes lancés précédemment, et la carrière de Marton ralentit.
Dans les années qui suivent, il sort encore une poignée de singles, mais avec moins de succès, comme Love Synchronicity en 1987 et La Paloma Blanca en 1989.
Devenu intolérant aux règles du show-business et à la gestion professionnelle de sa carrière par les producteurs, son esprit nomade prend le dessus et, à la fin de la décennie, il quitte définitivement le monde de la musique et s'installe en Espagne, ouvrant une discothèque à Madrid, devenant ainsi l'un des nombreux météores des années 1980.
En 1998, il participe en tant que correspondant à l'émission Meteore de Italia 1, animée par Gene Gnocchi et Giorgio Mastrota, et réalise un petit scoop en réussissant à interviewer Bettino Craxi pendant son exil à Hammamet, en Tunisie. Parmi les autres interviews réalisées pour cette même émission, on peut citer celle de Tracy Spencer, son ancienne compagne d'écurie, retrouvée à Londres.

### Depuis les années 2000
Au cours des années suivantes, Sandy Marton participe sporadiquement à des émissions et à des événements, principalement en tant que météore des années 1980. En 2001, il participe à l'émission La notte vola, un concours musical des chansons les plus célèbres des années 1980, dans lequel il présente son tube People from Ibiza et atteint les demi-finales.
Au cours de l'été 2008, il participe au projet Hit 80 - I protagonisti de Radiostella, aux côtés d'autres chanteurs des années 1980 tels que Den Harrow et Alberto Camerini. Au cours de la même période, il est régulièrement invité à l'émission Estate 101, diffusée sur R101 et animée par Alberto Davoli. En 2010, il est invité au Venice Doc Festival de Venise.
Le 25 septembre 2021, il revient à la télévision en tant qu'invité de l'émission Arena Suzuki animée par Amadeus sur Rai 1, où il chante People from Ibiza. Le 31 décembre 2022, il est l'invité de l'émission de fin d'année L'anno che Verrà sur Rai 1, également animée par Amadeus, où il chante à nouveau People from Ibiza.

## Discographie

### Albums studio
- 1986 : Modern Lover
- 2005 : The Best of

### Singles
- 1983 : OK Run
- 1984 : People from Ibiza
- 1985 : Camel by Camel
- 1985 : Exotic and Erotic
- 1985 : Merry, Merry Christmas and a Happy New Year
- 1986 : White Storm in the Jungle
- 1986 : Modern Lovers
- 1987 : Love Synchronicity
- 1989 : La Paloma Blanca

## Filmographie
- 1986 : C'est encore mieux l'après-midi (série, un épisode)